# Erzählgedicht
Erzählgedicht ist ein von Heinz Piontek in einer 1964 von ihm herausgegebenen Anthologie zeitgenössischer Lyrik (Neue deutsche Erzählgedichte) geprägter Gattungsbegriff. Es ist eine an das englische narrative poem angelehnte, auch von Piontek nicht klar bestimmte Bezeichnung für kürzere moderne Versepik, die sich von der historischen Gattung der Ballade mit ihren traditionell eher sentimentalen oder numinosen Stoffen durch eine distanzierend-rationale Haltung und historische oder auch groteske Stoffe unterscheiden will.